# Municipio de Paradise (Illinois)
El municipio de Paradise (en inglés: Paradise Township) es un municipio ubicado en el condado de Coles en el estado estadounidense de Illinois. En el año 2010 tenía una población de 1351 habitantes y una densidad poblacional de 21,85 personas por km².

## Geografía
El municipio de Paradise se encuentra ubicado en las coordenadas 39°24′17″N 88°25′2″O / 39.40472, -88.41722. Según la Oficina del Censo de los Estados Unidos, el municipio tiene una superficie total de 61.83 km², de la cual 60,43 km² corresponden a tierra firme y (2,25 %) 1,39 km² es agua.

## Demografía
Según el censo de 2010, había 1351 personas residiendo en el municipio de Paradise. La densidad de población era de 21,85 hab./km². De los 1351 habitantes, el municipio de Paradise estaba compuesto por el 93,49 % blancos, el 3,48 % eran afroamericanos, el 0,37 % eran amerindios, el 1,78 % eran asiáticos y el 0,89 % eran de una mezcla de razas. Del total de la población el 0,52 % eran hispanos o latinos de cualquier raza.